# Перемилов
Перемилов (укр. Перемилів) — село в Хоростковской городской общине Чортковского района Тернопольской области Украины.
До 2020 года входило в Гусятинский район.
Код КОАТУУ — 6121685701. Население по переписи 2001 года составляло 1202 человека.

## Географическое положение
Село Перемилов находится на берегу реки Голодные Ставы,
выше по течению на расстоянии в 0,5 км расположено село Верховцы,
ниже по течению примыкает село Карашинцы.

## История
- 1568 год — дата основания.

## Объекты социальной сферы
- Школа I—II ст.
- Детский сад.
- Дом культуры.
- Фельдшерско-акушерский пункт.